# Dole, Metlika
Dole este o localitate din comuna Metlika, Slovenia, cu o populație de 43 de locuitori.